# Semberija
Semberija (serbiska alfabetet: Семберија) är en geografisk region i nordöstra Bosnien och Hercegovina. Den största staden i regionen är Bijeljina. Semberija är beläget mellan floderna Drina och Sava och berget Majevica.